# Септеннат
Септеннат (фр. Septennat) — 7-летний промежуток времени.

## Германия
Септеннат — срок действия германских законов о расходах на армию (закон 1874, возобновлённый 1880 и 1887).

## Франция
Септеннат — срок президентства во Франции на протяжении 129 лет, вплоть до 2002 года, когда был уменьшен до пятилетнего срока мандата (quinquennat). Первоначально  введен в 1873 году французским Национальным собранием персонально для президента Патриса де Мак-Магона (до того срок его полномочий был ограничен сроком работы Собрания этого созыва), а в 1875 году установлен в качестве одного из положений конституции Франции (т.н. поправка Валлона).